# Parti populaire républicain
Pour les articles homonymes, voir Parti républicain, Parti populaire et Parti républicain du peuple.
Le Parti populaire républicain (espagnol : Partido Popular Republicano) est un parti politique du Salvador créé en 2001 par scission de l'Alliance républicaine nationaliste. Aux élections législatives qui eurent lieu le 16 mars 2003, le parti a obtenu 1,6 % du suffrage et n'est donc pas représenté à l'assemblée.
Cet article court présente un sujet plus développé dans : Alliance républicaine nationaliste.